# Khost
Pour la province, voir Khost (province).
Khost est une ville de l'Est de l'Afghanistan. Elle est la capitale de la province de Khost, une région montagneuse située près de la frontière afghano-pakistanaise. En 2006, la ville comptait un peu plus de 160 000 habitants. En 2015, la zone urbanisée de la ville comptait 106 083 habitants.

## Histoire
Pendant les neuf années de guerre soviétique en Afghanistan, la ville a été assiégée de juillet 1983 à novembre 1987. Située près d'un passage stratégique, elle fut le lieu d'une forte résistance contre l'Armée soviétique.

## Lieux et monuments
Khost possède une université, un aéroport et une grande mosquée. Elle tire de son paysage verdoyant son surnom de « ville verte ».